# Serrat de Cinyello
El Serrat de Cinyello o del Cinyello és una serra situada al municipi de la Vall de Boí a la comarca de l'Alta Ribagorça i dins la zona perifèrica del Parc Nacional d'Aigüestortes i Estany de Sant Maurici.
El nom 'Sinyello' «pot ser de cingulum, pletiu».
La seva cresta discorre d'oest-sud-oest a est-nord-est, separant la Vall de Llubriqueto pel seu extrem sud-oriental de la Ribera de Caldes. El Bony dels Roures (2.085,5 m) marca el seu límit occidental, d'on descendeix cap al punt on s'inicia el salt de la Sallent (1.770 m).